# John Bryson (homme politique canadien)
Pour les articles homonymes, voir John Bryson (homme politique américain) et Bryson.
John Bryson, né le 30 novembre 1849 à Fort-Coulonge et mort le 20 janvier 1896, est un agriculteur, homme d'affaires et homme politique fédéral du Québec.  

## Biographie
Né à Fort-Coulonge dans la région des Outaouais. Il est le fils de George Bryson (1813 Paisley, Écosse - 1900 Fort-Coulonge, Québec), homme d’affaires, politicien, fonctionnaire et juge de paix, et de Robina Cobb. John Bryson fut maire de la municipalité de Mansfield-et-Pontefract de 1882 à 1889, ainsi que maire de Fort-Coulonge de 1889 à 1890. 
Élu député du Parti conservateur dans la circonscription fédérale de Pontiac en 1882, il fut réélu en 1887. Défait par le libéral Thomas Murray en 1891, il remporta l'élection partielle de 1892 déclenchée après l'annulation de l'élection précédente. Il mourut en fonction en 1896 à l'âge de 46 ans.
Son frère, George Bryson, a été membre du Conseil législatif du Québec et son neveu, Thomas Bryson, a été député provincial de Pontiac de 1881 à 1882.